# Robert Józef Chrząszcz
Robert Józef Chrząszcz (Kalwaria Zebrzydowska, 7 de outubro de 1969) é um clérigo católico romano polonês, bispo auxiliar de Cracóvia, na Polônia.

## Vida
Robert Chrząszcz frequentou o seminário menor dos Frades menores de Kalwaria Zebrzydowska, antes de entrar no seminário arquidiocesano de Cracóvia. De 1988 a 1994 Chrząszcz estudou filosofia e teologia católica na Academia Teológica Pontifícia em Cracóvia. Em 8 de maio de 1993, o Cardeal Franciszek Macharski, Arcebispo Metropolitano de Cracóvia, o ordenou diácono, e em 14 de maio de 1994 foi ordenado sacerdote na Catedral de Wawel. Após a ordenação, exerceu a função vigário das Paróquias do Espírito Santo em Ruczaj (1994-1999) e Nossa Senhora do Rosário em Pieski Nowe (1999-2005).
Em 2005, foi enviado para o Brasil como missionário "Fidei donum", exercendo seu ministério na Arquidiocese de São Sebastião do Rio de Janeiro. Foi sacerdote na Paróquia Santa Luzia em Gardênia Azul (2006-2019), tendo assumido como administrador paroquial e, dois anos depois, como pároco desta igreja.
Sua missão foi marcada pela construção de um novo e grande templo paroquial, com 500m2 de área construída; o projeto, iniciado com o lançamento da pedra fundamental em 9 de novembro de 2008 pelo arcebispo Dom Eusébio Oscar Scheid, teve suas obras iniciadas em 11 de abril de 2010, estando presente o então recém-empossado arcebispo Dom Orani Tempesta e a primeira missa no novo templo foi celebrada em 13 de dezembro de 2013, dia da padroeira Santa Luzia. A dedicação do templo ocorreu no dia 9 de novembro de 2018, data comemorativa dos 15 anos de criação da paróquia, marcando, assim, a finalização das obras.
Exerceu também a direção espiritual dos coroinhas e acólitos do Vicariato Jacarepaguá a partir de 2007, e a sua coordenação em nível arquidiocesano a partir de 2013. Além disso, em 2009 assumiu a função de vigário forâneo, e em 2014 foi nomeado Vigário episcopal do Vicariato Jacarepaguá.
No final de 2019, foi transferido para a Paróquia São Pedro do Mar, no Recreio dos Bandeirantes, substituindo o também missionário polonês Zdzisław Stanisław Błaszczyk (Tiago), que em 4 de dezembro de 2019 foi nomeado bispo auxiliar de São Sebastião do Rio de Janeiro. Exerceu a administração desta paróquia até que em 11 de novembro de 2020 o Papa Francisco o nomeou titular de Forconio e bispo auxiliar de Cracóvia, retornando ao seu país natal em dezembro de 2020. Sua ordenação ocorreu em 6 de fevereiro de 2021, no Santuário João Paulo II, em Cracóvia.